# Бог

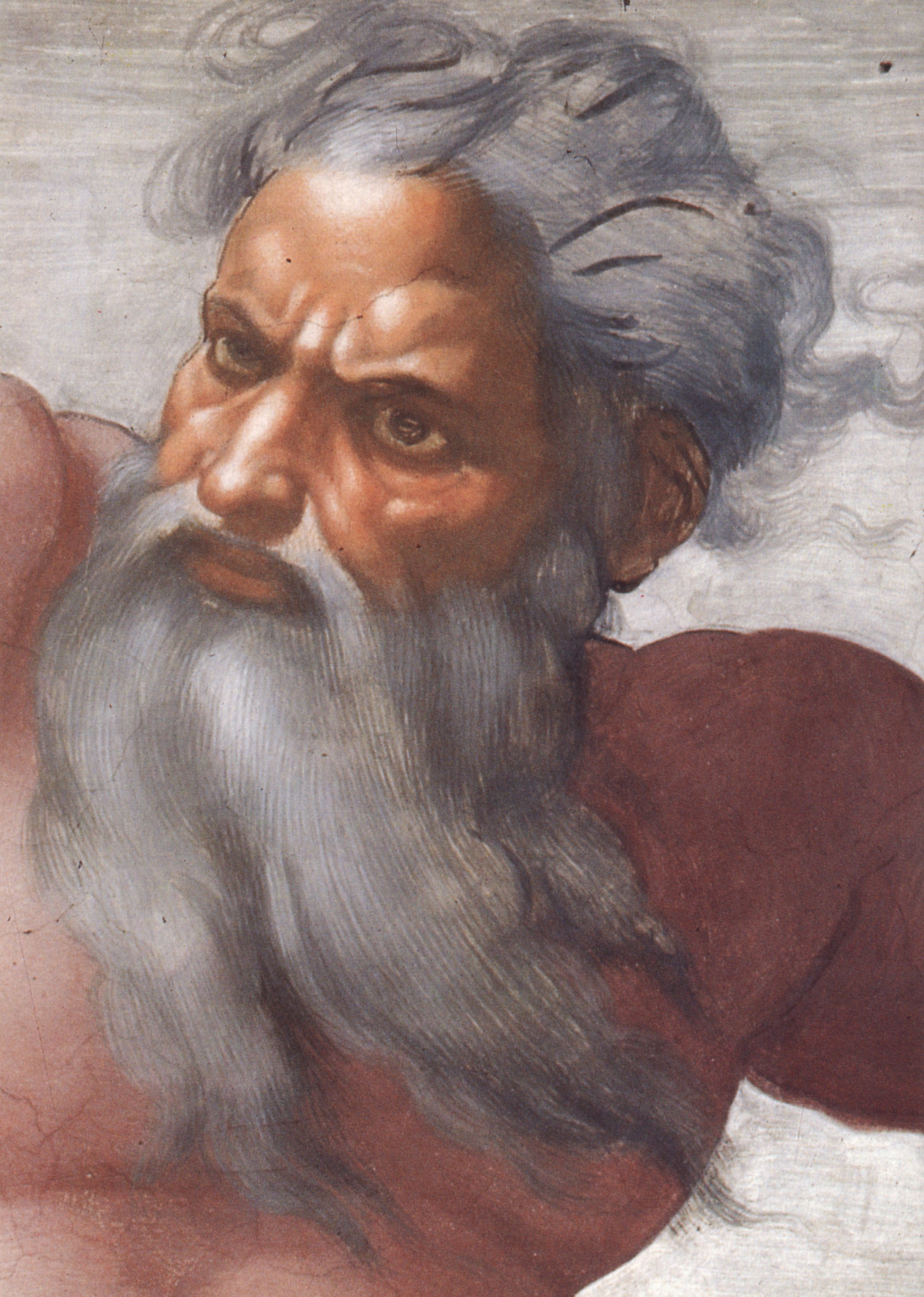
Образ Бога Творця роботи Мікеланджело, картина «Сотворення сонця та місяця»

Бог — багатогранне поняття, яким віряни монотеїстичних релігій описують надприродну, верховну, безсмертну, духовну Сутність або Єство (божество). Для послідовників політеїстичних релігій боги (у сукупності — божество) це надприродні сили, істоти і сутності (особистості) з різним ступенем могутності та різними сферами впливу на Всесвіт і життя людства у ньому.

## Походження
Низка вчених, книжників, мовознавців, філософів і богословів, зокрема пов‘язаних зі школами і установами Київської Академії, вважає, що слово «Бог» у словінських і руських мовах, зокрема сучасній книжній українській, має загальноарійське походження і споріднене зі словом «баха». Ось як пише Михайло Грушевський у своїй праці Історія України-Руси [Архівовано 14 травня 2008 у Wayback Machine.], Т.1, розділ VI. Людність і її суспільний побут:
| Слово Богъ (санскр.[санскрит] bhága богач, податель добра, зенд. [зенд — одна з іранських мов, яка близька до санскритської] baga — бог, у фригійській Ζεύς Βαγταος) означає спершу добро, благо (звідти — багатий, багатство, збіжжя, і в негативній формі — убогий), в дальшім ряді — се Добродійна Сила й Податель Добра. |
Дійсно в санскриті збереглось чимало слів на підтвердження цієї теорії — Бгакті, Бгаґаван, Бхаґавата-Пурана та ін.
На думку інших мовознавців це слово у словінських мовах походить із тевтонського мовного джерела.
Таким чином, у давнину слово «бог» швидше за все просто означало «благий», «багатий», «добрий», «сильний», «впливовий». Очевидно, що в такому випадку богом люди могли називати всі сутності, істоти і явища, які в тій чи іншій мірі впливають на їхнє життя — Сонце (бо воно світить і гріє), Дощ (бо він приносить врожай), правителя (бо він винагороджує) і т. д. Очевидно, що поняття бога в такому розумінні може бути узагальнене на все суще (буття) в цілому. Такі міркування привели до єдинобожжя, віри в те, що існує єдиний Бог, Творець, Сущий, а різні боги — це насправді лише його прояви, іпостасі. У період поширення єдинобожжя у світі у формі єдинобожних віровчень (юдаїзму, християнства, ісламу) для того, щоб сконцентрувати увагу людей на Єдиному Бозі, Сущому, Обраному і Всевишньому виникає поняття «язичництво», яке характеризує усі інші імена і прояви Божества крім загальноприйнятих (Саваот, Єгова, Христос, Аллах та ін.) як імена богів особистих, родових і сімейних, богів язиків — тобто етносів, окремих племен, «поганськими» (богами поган (від давньофр. pagan — селяни), темних, неосвічених чи малоосвічених людей первісно-общинних часів) і т. д.

## Імена
Вже в сиву давнину святі і мудреці наголошували на різноманітності імен (або титулів) Бога. Так у Старому Заповіті (торі) Бог найменований багатьма титулами, що виражають Його істоту, діяльність, властивості й атрибути (наприклад, Ел, Еліон, Елоаг, Елогім, Елементо, Шаддай, Єгова, Саваот), також має власне ім'я Єгова або Ягве. У слов'янських мовах Його називають також Сущим, Всевишнім, Предвічним, Єдиним та ін.
В ісламі існує вчення про 100 основних імен Бога, з яких 99 відомі і виражають різні його ознаки, і лиш одне — таємне, яке за думкою одних богословів не знає ніхто, а на думку інших — знають лише великі святі і праведники (наприклад, такі як біблійний цар Соломон).

## Біблійне розуміння й визначення Бога

### Суть Бога у Святому Письмі
На підставі Святого Письма — Старого й Нового Заповіту — існує тільки один, живий, правдивий, вічний Бог, Який є споконвічний, безпочатковий, безконечний (нескінченний) та незмінний у Своїм бутті й досконалості, премудрий, всемогутній, всюдиприсутній та всезнаючий Дух (5 Мойсеєва 4:35; Ісаї 44:6; Псальми 89:3; Ісаї 45:5-6; Єремії 10:10; Даниїла 6: 27; Марка 12:29,32; Івана 17:3; Псальми 146:5; 137:2; Дії Ап. 15:18; Приповістей 5:21; 15:3; Псальми 101:28; 138:7-10; Єремії 23:23-24; 1 Тимофія 1:17; Юдеїв 4:13; 1 Мойс. 17:1; Ісаї 45:12; 1 Мойсеєва 1:1-3; Псальми 106:25-29; Наума 1:5; Ісаї 40:26-29; Дії Ап. 17:24-28; Даниїла 4:32; Луки 1:25; Юдеїв 1:3,4; Римлян 1:20; Івана 4:24; 2 Мойс. 33:20; Псальми 18:2; Івана 1:18; 1 Тимофія 1:17; 6:16).
Бог чинить усе за постановою Своєї святої волі на Свою славу як найбільш люблячий, ласкавий, милосердний, довготерпеливий, справедливий, пребагатий на ласку, доброту і правду Отець, Який любить усе Своє створіння, а зокрема Його любов особливо велика до людей; Він прощає їм їхні гріхи, поєднавши (примиривши) світ із Собою в Ісусі Христі (Матвія 5:45,48; 1 Петра 1:15-16; 5 Мойс. 32:4; Ісаї 57:15; Луки 6:36: Пс. 118:37; 97:9; 98:8,9; Якова 5:11; Пс. 85:5; 114:5; Луки 10:30-37; Матвія 9:36 ;14:14; Луки 7:13; Юдеїв 4:15; 1 Івана 4:9-10, 16; Івана 13:1; 14:21; 16:27; 17:23; Римлян 5:8; Ефесян 2:4-10; 1 Тимофія 2:4).
Бог — це надприродна, верховна, духовна субстанція або єство. Він створив Всесвіт — небо й землю; усе, що живе та знаходиться на них, усе видиме й невидиме. Він управляє й керує всесвітом (1 Мойс. 17:1; Йова 36:22, 26, 30-33). Історія виявляє Божу святу, неминучу (обов'язкову, невідмінну) волю у світі, здійснення Його планів і постанов серед людей і через людей. Світ не виник сам із себе й не існував вічно. Бог — це надсутність усіх і всього, Він початок, першопричина всього буття, всіх речей, їхньої діяльності й рушійної сили. Він, вічний у Своїм бутті й перебуванні, є основою та причиною всесвіту, всіх і всього.

#### Властивості й ознаки Бога
Найважливіші, це всюдиприсутність, всезнання, всемогутність, незмінність, святість, праведність-справедливість, добрість і правда. Перші чотири наведені атрибути є догматичними, решта — це моральні атрибути Бога.

### Розуміння християнської церкви
Християнство стверджує, що єдиним правдивим визначенням Бога є біблійне визначення, та посилаються на Святе Письмо для з'ясування найістотніших ознак Бога, Його властивостей, атрибутів та діяльності.
Важливим проривом у християнстві стало вчення про Св. Трійцю, про те, що Бог — єдиний, але люди можуть його бачити і сприймати у вигляді різних проявів (іпостасей) у матеріальному(видимому) і духовному (невидимому) світі, серед яких найважливіші Бог-Отець (Господь і Володар Всесвіту), Бог-Син (Істина-Софія, Любов і Знання-Слово, які воплотилися в Ісусі Христі) і Бог-Дух Святий. Завдання кожної людини вірити і розуміти, що за всіма проявами дійсності є лише один Бог.
Йоанн Дамаскін для розуміння вчення про прояви (іпостасі) наводить порівняння з Сонцем, яке є сонцем; яке людина бачить як світло і яке людина сприймає як тепло.
У християнстві твердиться, що людські органи чуття не можуть повністю й абсолютно збагнути Самого Бога, есхатологічних правд та майбутнього, потойбічного, вічного життя. Цю неспроможність і природоневідповідність людського розуму повністю охопити трансцендентність Бога та Його діл апостол Павло ствердив такими словами: «Чого око не бачило, і вухо не чуло, і що на серце людині не впало, — те Бог приготував був тим, хто любить Його!» (1 Коринтян 2:9). Тому вже з глибокої давнини Божі мужі уподібнювали Бога до людини, приписували Йому фізичні та психічні ознаки, властиві людям, і на основі аналогії, схожості або порівняння пояснювали Божу природу, Його діяльність, властивості й атрибути. Представлення Бога в образі людини, в уособленні різних функцій і явищ та в переносному вживанні різних слів і виразів прийнято в теології називати антропоморфічним поглядом людей на Бога.
Господь Ісус Христос навчає, що Бог — це Дух (Ів. 4:24); і Святе Письмо виразно стверджує, що Бог, як Духовна Істота (Духовне Єство), не є людиною (Ос. 11:9), не має очей, як людина (Йов 10:4), не палає гнівом і не роздратовується (Ос. 11:9), ніколи не кається й не жалкує (1 Самуїла 15:29; 4 М. 23:19), не дрімає й не спить (Псальми 120:4), ніколи не змучується, не слабне, не втомлюється й не виснажується (Іс. 40:28).
Тобто, для християн, антропоморфний спосіб мовлення про Бога зумовлюється передусім неспроможністю й неприродовідповідністю людського розуму та п'ятьох органів чуття (зору, слуху, дотику, нюху та смаку) в інший спосіб пізнати Бога та, по-друге, обмеженістю словника стародавніх євреїв на абстрактні слова, вирази й поняття в ті часи, коли писалось Святе Письмо. Мова праотців конкретна. Євреї вже в глибоку давнину залюбки вживали притаманні їм вислови: «Боже рам'я» замість «Божа сила» чи «потуга»; «Боже обличчя звернене до когось» або «відвернене від когось» замість «Божої симпатії» чи «антипатії» до певної особи; «піднесене обличчя» або «похилене» замість «прощення» чи «непрощення».
За філософічно-теологічними середньовічними поглядами, Тома Аквінський стверджує, що «Бог — це абсолютна правда та причина всього буття (сущого)». Григорій Сковорода навчає, що «першопричиною всього існуючого (всього буття) є Бог, бо Він є причиною всьому, а Йому ніхто. Коли б Бог кимсь чи чимсь зумовлювався (спричинювався), то втратив би Свою Божественність і став би залежним від когось чи чогось іншого. Бог не може втратити Своєї Божественности так само, як ніщо тілесне (матеріальне) не може її набути». Врешті митрополит д-р Іларіон у 20-му сторіччі так схарактеризував Бога: «Першопричина всіх рухів, всього живого є Бог. Матерія складається з протонів, що вічно рухаються. Хто їх рухає? Наука не встановила першопричини. Наука не може створити найменшої й найпростішої живої істоти — черв'яка — ані оживити нікого й нічого».
Єдине задовільне визначення Бога для юдеїв та християн дається в Біблії, а філософські (тобто раціональні) визначення Бога вважаються неповними, з причини трансцендентності Бога. Вважається, що біблійне й задовільне визначення Бога подав Малий Катехизм Вестмінстерського Визнання Віри з 1643 року: "Бог — це Дух безконечний, вічний і незмінний у Своїм бутті (існуванні), мудрості, силі, святості, доброті (милосерді) і правді (Івана 4:24; Йова 11:7,8,9; Псальми 89:2; Якова 1:17; 2 Мойсеєва 3:14; Пс. 146:5; Об'явлення 4:8; 15:4; 2 Мойс. 34:6,7).

### Бог в ісламі
Коран стверджує суворий монотеїзм: у Бога немає Сина.

### Бог в юдаїзмі
Бог єдиний, він дав Закони які необхідно виконувати. Бог з усіх народів світу обрав єврейський народ, щоб він, прийнявши Одкровення, зіграв центральну роль у справі порятунку людства після пришестя Месії.

### Єдинобожжя
Єдинобожжя (монотеїзм) — віра в існування єдиного Бога. Основні напрямки, що підтримують монотеїзм — християнство, іслам, юдаїзм. Інколи до єдинобожжя також відносять окремі напрямки монотеїзму в дхармічних релігіях, а також деякі течії в язичництві.
З точки зору більшості віровчень у складі єдинобожжя, зокрема авраамітичних, віровчення про існування єдиного Бога існує і передається з уст в уста, від покоління до покоління, з часів появи перших людей на нашій планеті, перших чоловіка і жінки (згідно з Біблією, Адама і Єви). Але з тих часів пройшло багато часу і більшість людей відійшли від віри, стали язичниками. Тому на Землі з'явилися Ной, Авраам і його нащадки (старожитні євреї), які утворили першу спільноту вірян, яка повинна була записати, зберігати і передавати Слово Боже усьому людству. Надалі на основі ідей вищезгаданої спільноти виникли три основні світові напрямки єдинобожжя: християнство, іслам і юдаїзм. Особливістю майже всіх релігій християнства (крім антитринітаріїв) стала віра в Ісуса Христа, як Бога, тобто в те, що Бог явився людям в людській подобі (ідея св. Трійці). Мусульмани вірять в єдиного Бога і в те, що Магомет його пророк і посланник, заперечення християнської ідеї втілення Бога. Особливістю юдаїзму є віра в єдиного Бога, відмова від християнської ідеї втілення Бога і вчення Мухаммада, наголос на великому значенні нащадків Авраама, Ісаака і Якова в історії людства, виокремлення їх на цій підставі в окремий народ у складі людства (богообраність). Разом з тим, в реальному, повсякденному житті як правило особиста віра більшості людей поєднує елементи усіх вищеназваних віровчень.

### Бог у мунізмі
Вчення Церкви Об'єднання стверджує, що відповіді на основоположні питання людського життя і Всесвіту неможливо знайти, не зрозумівши природи Бога-Творця. Атрибути Бога, що є причинною істотою, описуються в рамках «Теорії Первісного образу». Ця теорія розглядає два основні аспекти Божих атрибутів: «Божественний образ», що стосується Його «форми», та «Божественну природу», яка охоплює Його характер, природу та здібності. Для розв'язання фундаментальних проблем людства ключовим є розуміння саме Божественного образу.
Центральним у концепції Божественного образу є принцип дуальних властивостей. До них належать сонсан (внутрішній характер, душа) і хьонсан (зовнішня форма, енергія), а також янсон (чоловіче начало) та имсон (жіноче начало). Ці властивості перебувають у гармонійних стосунках взаємодії, відомих як «дія віддавання та приймання». Увесь світ творіння, включно з людиною, створений за подобою цих дуальних властивостей Бога, що пояснює наявність у всьому сущому внутрішнього характеру та зовнішньої форми, а також чоловічого та жіночого аспектів. Бог займає позицію суб’єкта й чоловічого начала відносно світу творіння, тому ми називаємо Його Небесним Батьком. Водночас, оскільки в Ньому янсон і имсон перебувають у гармонійній єдності, то з точки зору Його природи, Бог — це Небесний Батько-Матір (англ. Heavenly Parent).
Божественна природа включає три ключові елементи: Шімджон (Серце), Логос (розум і принципи) та Творчість. Шімджон визначається як «емоційний потяг до радості через любов» і є джерелом, що спонукало Бога до творення. Відповідно, головна мета створення Всесвіту полягає в тому, щоб Бог як Суб'єкт міг відчувати радість, вступаючи у стосунки любові зі своїм творінням, яке виступає для Нього об'єктом добра. Логос є Законом (Принципом), за яким відбувається творення, а Творчість — це здатність Бога втілювати свої задуми, створюючи світ за Своєю подобою.

## Багатобожжя

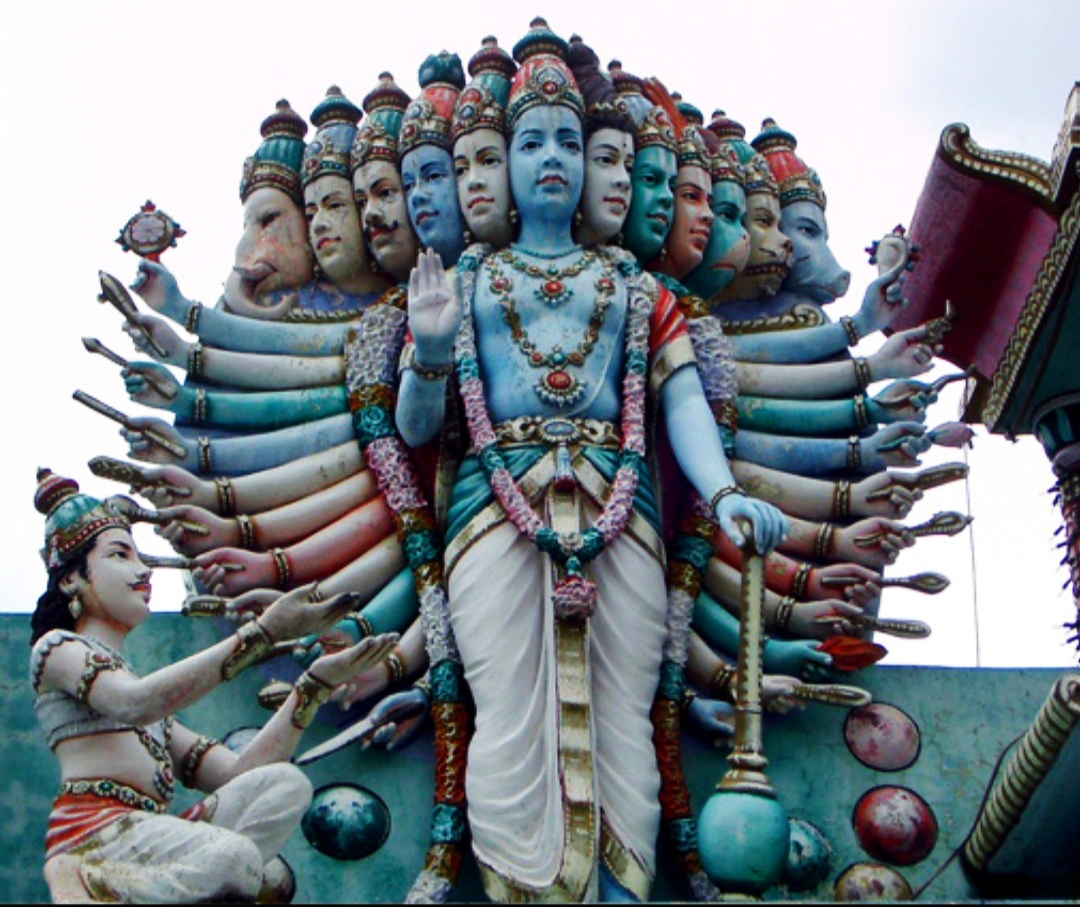
Крішна показує Вішварупу (Всесвітня Форма) Арджуні на полі битви Тханесар.

Багатобожжя (політеїзм) — віра в існування багатьох богів (сутностей, які дають людям блага) з одночасним запереченням ідеї єдиного Творця всього сущого.

### Розуміння й визначення Бога уведах
Див. Згідно з Ведами
Див. також Вішварупа

## Класичні філософські аргументи щодо існування Бога
З точки зору багатьох людей і вчених минулого — поняття Бога (Сущого) є первісним поняттям, поняттям абсолютного і безсумнівного першоначала, а отже йому не можна дати означення, а треба просто його бачити і ним користуватися, так само як у геометрії використовують поняття точки і прямої для того, щоб говорити про певні речі.
Космологічний аргумент конструюється теологами і філософами на основі визнання того, що все існуюче обов'язково має свою причину, а відтак повинна існувати й першопричина всього світу і нею є Бог.
Перші п'ять належать Томі Аквінському.
1. У природі відбувається рух. Ніщо не може почати рухатися саме собою, для цього потрібне зовнішнє джерело руху. Безперервний пошук джерела попередньої дії не має сенсу. Отже, повинно існувати дещо, яке є першопочатковим джерелом будь-якого руху, не будучи само по собі рухоме нічим іншим. Це і є Бог — нерухомий двигун.
2. Кожен наслідок має свою причину. Безперервний пошук попередньої причини не має сенсу. Отже, повинна існувати «безпричинна причина», першопричина всього наступного. Це і є Бог.

Всевидяче око

3. Всі предмети у світі перебувають у взаємозв'язку та взаємовідносинах один з одним, їх існування можливе лише у взаємозв'язку та взаємовідносинах. Однак безперервний пошук попередніх взаємовідносин та взаємозв'язків не має сенсу. Отже, повинне існувати дещо, абсолютно незалежне і абсолютно самодостатнє. Це і є Бог.
4. У довколишньому світі є послідовне ієрархічне зростання складності будови предметів та істот, нескінченне всезагальне прагнення до досконалості. Отже, повинне існувати дещо абсолютно досконале, що є джерелом будь-якої досконалості. Це і є Бог.
5. У довколишньому світі спостерігається певний порядок, походження якого не можна приписати самому світові. Цей порядок примушує допустити існування деякого розумного організувального начала, що встановило цей порядок. Це і є Бог.
6 (Іммануїл Кант). Усі люди мають почуття моральності, категоричний імператив. Оскільки воно не завжди спонукає людину до вчинків, які несуть земну користь, отже, повинна існувати якась першооснова, якась мотивація моральної поведінки, що перебувають поза цим світом. Все це вимагає існування безсмертя, вищого суду та Бога, що утверджує моральність, нагороджуючи добро і караючи зло.
7. (Августин, Кельвін). Будь-яка людина народжується з ідеєю про Бога. Ця ідея буває подавлена у людях неправедних. В міру росту людина все зрозуміліше усвідомлює її. Критичні життєві ситуації часто збуджують цю ідею до життя.
8. (Містичний). Людині властивий прямий містичний контакт з Богом, що приводить людина відчуває благодать. Цей досвід поєднання з Богом настільки унікальний, що сам собою вже є свідоцтвом буття Бога.
9. (Августин). Усі люди вірять в те, що істина існує. Якщо Бог є Богом істини та істинним Богом, отже, Він і є Істина. Ця Істина є умовою існування будь-якої іншої істини. Отже, існування будь-якої істини підтверджує існування Істини, яка означає існування Бога.
10. (Ансельм). Перше припущення: людині властиве поняття про нескінченне та досконале. Друге припущення: існування є необхідною та обов'язковою частиною досконалості. Висновок: нескінченне та досконале — тобто, Бог — існує, оскільки саме визначення досконалості містить у собі й існування.
11. (Арістотель). Людина усвідомлює свою кінцевість, обмеженість та смертність. Звідки походить це усвідомлення? Бог постійно нагадує їй про це через Свою нескінченність, безмежність та безсмертя. Тобто, кінцевість людини сама собою є доказом існування нескінченного Бога.
12. (Августин, Тома Аквінський). Людина невтішна. Вона прагне благословення. Цією спрагою її наділив сам Бог, щоб людина ніколи не втішилася, поки не звернеться до Бога. Присутність цієї спраги у людині є непрямим доказом існування Бога.

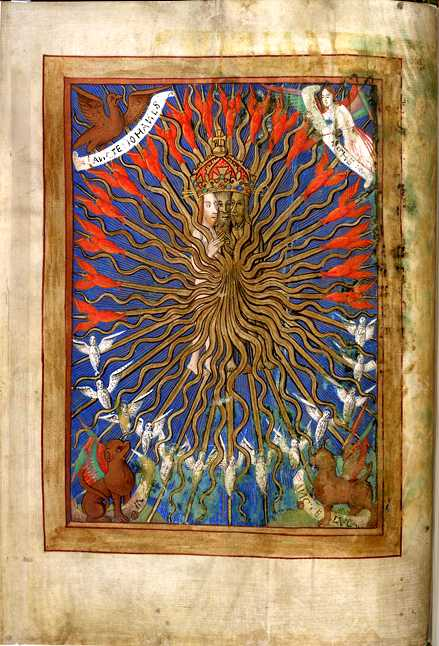
Три іпостасі Бога. Ілюстрація з молитовника. Британська бібліотека

13. (Берклі). Людина має здатність сприймати (відчувати) предмети довкола неї, що не може бути наслідком ні якихось фізичних явищ, ні волевиявлення самої людини. Отже, ця людська здатність до сприйняття є доказом існування розумного пояснення цієї здатності.
14. (екзистенційний) Бог являє себе людям через Євангельське одкровення — проголошення Своєї любові, прощення та виправдання людини. Людина, що прийняла це одкровення, відразу пізнає Бога. Ніякого іншого свідчення непотрібно. Буття Боже не стільки «доводиться», скільки «пізнається», і це пізнання не інтелектуальне, а екзистенційне.
15. (віддивний). Диво — це явище, що пояснюється лише існуванням та безпосереднім надприродним впливом Бога. Існує багато задокументованих фактів чудес. Отже, існує багато подій, єдиним переконливим доказом яких може бути існування та надприродний вплив Бога. А, отже, Бог існує.
16. (інтелектуальний) Ми знаємо, що світ влаштовано розумно. Тобто, ми здатні розумно пізнавати його. Отже, або і світ, що пізнається і наш розум, що пізнає його є продуктом чистої випадковості, або і те й інше створене вищим розумом. Випадковість вважається менш імовірною. Отже, і розумний світ, і сам розум є породженням вищого розуму, тобто Бога. Отже, Бог існує.
17. Кожному нашому природному внутрішньому бажанню чи прагненню відповідає реальний об'єкт, здатний це бажання задовольнити. Однак, існує в нас і таке бажання, яке не може бути нічим тимчасовим, нічим земним, нічим товарним. Отже, повинне існувати щось, яке переважає все тимчасове, земне і товарне. Це «дещо» люди називають Богом та вічним життям з Ним.
18. (естетичний). Музика Баха існує, отже, Бог є.
19. (релігійний). Багато людей різних часів та культур мали досвід спілкування з Божественним. Неможливо допустити, щоб усі вони однаково «помилялися» в описі природи та змісті цього досвіду. Отже, Божественне існує.
20. (суспільний) Віра в Бога — у верховну Істоту, Якій належить право на поклоніння й прославлення всього сущого — є загальною рисою практично усіх народів світу. Всі ці люди не можуть бути неправі щодо цього найважливішого й значного елемента їх життя. Більш імовірно, що вони праві, отже, Бог існує.
21. (Паскаль). Розумне доведення існування Бога неможливе, однак, те чи інше рішення про Його буття чи небуття кожен з нас прийняти повинен. Якщо ви вирішите, що Бог є, то ви нічого не втратите, навіть якщо після вашої смерті виявиться, що ви були неправі. Якщо ж ви вирішите, що Його немає і помилитеся, то вас чекає страшне покарання. Якщо ви виграєте, то отримаєте все, якщо програєте, то не втратите нічого.
22. (астрономічний). Наша планета оточена ідеальною атмосферою і лежить на відстані від сонця, оптимальній
для виникнення та підтримання життя . Навіть незначне відхилення орбіти від цього положення зробило б землю
мертвою ! Отже — земля Боже творіння, яке постало саме для того, щоб забезпечити існування життя.
23. (Арістотель).Все повинно мати причину. Першопричина всього є Бог.
24. (Сократ, Платон, Анаксагор).Світ надто складний, щоб виникнути випадково, отже, Бог існує.
25. (Декарт). Досконале те, що існує, і в уяві, і на яву.
26. (Гегель). Все дійсне — розумне, все розумне — дійсне.

## Атеїзм
Серед безбожників (атеїзм — безбожжя) саме існування Бога заперечується.
Згідно з одним з поглядів, поняття «бог» розвивалося з розвитком суспільства. На ранніх етапах розвитку релігії, єдиного Бога ще не існувало. Сама потреба в ідеї бога імовірно виникла під впливом страху людини перед незрозумілими йому силами природи. Тому «бог» — суб'єктивне відображення людиною реальності через призму страху перед невідомим.
Головним аспектом матеріалізму є віра в первинність матеріального перед нематеріальним. Оскільки бог належить до нематеріальних сутностей і з матеріальних сутностей ніяк не виводиться, то звичайно його існування заперечується, як і у випадку атеїзму. Так чи інакше, якщо головна ідея атеїзму якраз і полягає в запереченні існування бога, то матеріалізм — набагато ширша концепція.
Оскільки в цей час наукове пізнання є основоположним у розвинених країнах, то особливий інтерес представляє думка вченого співтовариства з питання існування бога і доцільності віри в нього. Зважаючи на очевидну ненауковість по Поппера будь-якої релігійної теорії, в наукових колах переважає атеїстична точка зору, хоча існують спроби визначити божественну суть і раціональність віри з позицій наукового методу, наприклад, знамените Парі Паскаля.
Отже, згідно з філософією атеїзму та матеріалізму, людина вигадала бога по образу і подобі своїй.

### Соціально-натуралістична концепція Бога
Відповідно до теорії «соціального натуралізму» (О. М. Костенко), що розвивається з ідеї природної цілісності світу, Бог — це Природа, представлена в формі релігійної ідеї (соціально-натуралістичне розуміння Бога). Іншими словами, Бог — це релігійна ідея, що позначає Природу. Виходячи з цього, має вирішуватися проблема доказів існування Бога: Бог існує, бо існує Природа, що представляється в ідеї Бога, але Бог не існує як дещо інше від Природи. Природа — це сутність, що породжує все суще і що дає йому закони. Це саме є і Бог у релігійному представлені. Відмінність релігій полягає у відмінності світоглядів, тобто уявлень про Природу, що розуміється як ідея «Бог».

### Аргументи щодо неіснування бога
Дулуман Євграф Каленикович:
1. Всі ми народжуємося атеїстами, ніхто не довів, що віра в існування бога закладена в людині з народження. Віра прищеплюється людині. Якби син мусульманина народився у християнській країні, то він був би наполовину мусульманином, наполовину християнином.
2. Якщо бог є і він всемогутній, то чому у світі народжується стільки дітей з біологічними і фізичними дефектами? Йому що, шкода, ноги або руки для новонародженого? Значить, він невеликодушний. Отже, недосконалий, а значить невсемогутній.
3. Стверджують, що бог є і всезнаючий. Скажімо, це так. У всіх релігійних книгах (Біблії, Корані, Божому принципу) написано, що змій обдурив Єву і змусив спробувати заборонений плід. Отже, якщо бог знав, що Єва спробує цей плід, тоді чому він посадив його? Ну, посадив, зробив помилку. Але він же міг перешкодити Єві з'їсти його, виправивши цим самим помилку. Де взагалі він був, коли Єва, послухавши змія, скуштувала плід? Скажімо, що він не завадив. Але він міг би все повернути у вихідне положення. Адже він всемогутній.
4. Всезнаючий Господь знав, що його сини колись припинять вірити в нього. Тоді чому він взагалі створив їх? Він же міг помістити в їх душі віру в самого себе. Якщо не зробив, значить, не хоче, щоб ми вірили в нього.
5. Якби людей створював бог, то першими живими істотами на землі були б люди, а не динозаври. Ніхто ж нічого не має проти того, що до людини на землі жили динозаври.
6. Кажуть, що бог єдиний. Скажімо, це так. Тоді чому в світі існує стільки релігій? Серед них три основних: християнство, юдаїзм, іслам. Яку з них проповідує сам бог. Адже не може ж він всі три відразу. Кожну з цих релігій створив посланник бога. Але якщо так, то чому бог не створив одну єдину релігію, якій би поклонялися всі люди світу. Адже тоді у нього було б більше шансів існувати.
7. І Ісуса, і Магомета послав бог. Тоді чому вони створили різні релігії? Адже бог один на всіх.
Усе вищесказане підтверджує, що і бога і релігії створили самі люди. Побачивши недоліки в одній релігії, створювали іншу більш досконалу. Цим самим стверджуючи, що ця релігія істинна. Хоча, насправді жодна з них не істинна.

## Агностицизм
Агностицизм - не виключає як і існування бога, так і його відсутність.